# Nyelvtörténeti korszak
A nyelvtörténeti korszakolás a nyelv élettörténetében való tájékozódást, eligazodást teszi lehetővé. Alapja általában a úgynevezett műveltségváltások, tehát az egyes népekre jellemző, egész nyelvközösséget érintő politikai, gazdasági vagy kulturális történések (pl. a kereszténység felvétele).

## A korszakolás alapja
„A nyelvekre a megőrizve újítás s az újítva megőrzés jellemző.” Ez annyit jelent, hogy a nyelvek történetében nincsenek nagyméretű, rendszerbeli változások, tehát nehéz lenne nyelvi alapon éles határokat találni. A nyelv és a társadalom azonban szoros összefüggésben van egymással, hiszen egymást feltételezik, a társadalomban végbemenő változások minden esetben érintik a nyelvet is valamilyen formában. Minél intenzívebbek ezek a nyelvközösséget is érintő hatások, annál nagyobbak a nyelvi változások is. A nyelvtörténeti korszakolásnál tehát azokat a történelmi eseményeket tekintjük kiindulópontnak, amelyek az adott nyelvközösség életére meghatározó hatással voltak. Nem szabad elfelejteni azonban, hogy ezeket a korszakokat nem lehet éles határvonallal elválasztani egymástól, hiszen a változások folyamatosan mennek végbe.

## A változások sorrendje
A meghatározó befolyás természetesen nem azonnal megy végbe a nyelv szintjén, a nyelvi következmények csak fokozatosan, később jelentkeznek.
1. A nyelvközösség életében bekövetkezik a változás (politikai, gazdasági, kulturális)
2. A nyelvek helyzetében (státusában) és a nyelvhasználatban következik be a változás
3. A nyelv állapotában, rendszerében következik be a változás

## A magyar nyelvtörténet korszakai
A magyar nyelv története egészen a kezdetekhez nyúlik vissza, azaz ahhoz az időhöz, amikor a legközelebbi nyelvrokonaitól való elszakadás megtörtént, és napjainkban is folyamatosan tart. A magyar nyelv megjelenését nehéz megállapítani. Csupán becslések lehetségesek, ezek azonban nem állhatnak messze az igazságtól. Ennek megbízható megállapítására jó alapot adnak az alapnyelvi rekonstrukciók, a korai nyelvemlékek vizsgálata, az ősmagyar kori jövevényszavak, valamint a történettudomány és a régészet.

### Az ősmagyar kor
Kr. e. 2000/1000-től Kr. u. 896-ig
Belső korszakhatárok:
1. Őshaza kora (Kr. e. 1000-től Kr. u. 500-ig)
2. Vándorlások kora (Kr. u. 500-tól Kr. u. 896-ig)

Az első korszak tehát a magyar nyelv kezdetétől egészen a honfoglalásig tartott, tehát nagyon hosszú időt, nagyjából 2000 évet foglal magába. A magyarok ekkor nomád törzsekben éltek és törzsi nyelvjárásokat beszéltek. Ez idő alatt a népesség egyre több korábban ismeretlen nyelvvel került kapcsolatba, tehát változott a kulturális környezet és ennek hatására a nyelv is. Az első korszakhatár a magyarság ugor közösségből való kiválásáig tartott, a második pedig a vándorlások kora egészen az őshaza elfoglalásáig. Ebből a időszakból nem maradtak fenn írásos emlékek, ezért nyelvemléktelen korszaknak is nevezik a nyelvtudományban. A nyelvi rendszer megállapításához éppen ezért az uráli (finnugor, ugor) összehasonlító nyelvészet eredményei és a későbbi, ómagyar kori nyelvemlékekből kialakuló kép nyújtanak segítséget.
Kiss Jenő a Magyar nyelvtörténet kézikönyvében felveti azt a lehetőséget, hogy a magyar nyelv önállósodása az alapnyelvből már jóval előbb, félezer évvel korábban is végbe mehetett. Érvelésének alapja, hogy Róna-Tas András megvizsgálta a korai hangváltozások relatív kronológiáját egészen az ugor kortól és megállapította, hogy Kr. e. 3000 és 2000 között bomlott fel az ugor alapnyelv. Ennek nyomán az ősmagyar kor kezdete Kr. e. 2000-re javasolható.

### Az ómagyar kor
896-tól 1526-ig
Belső korszakhatárok:
1. Korai ómagyar kor (896-tól 1301-ig)
2. Kései ómagyar kor (1301-től 1526-ig)

Ez a korszak a honfoglalástól a mohácsi vészig tartó időszakot foglalja magában, és ez a 630 év a magyarság egész történetében végbemenő legnagyobb és legradikálisabb változás kora is. A korábban évszázadokon keresztül vándorló, törzsi-nemzetségi szerveződésű , félnomád életmódot élő nép Európába érkezett, ahol életmódot váltott és letelepedett, tehát olyan műveltségváltáson ment keresztül, amivel beilleszkedhetett a már ott élő európai népek közé. Felvette a a kereszténységet és megkezdődött az önálló államiság megteremtése. Ennek a változásnak a nyelvi következményei is erőteljesek voltak. A nyelv a kezdetekben csupán nyelvjárásokban élt és egészen a honfoglalásig ezek törzsi kötöttségűek voltak, ekkor azonban területi kötöttségűvé váltak. A letelepedő magyarság az eddigi keleti kapcsolatok után megismerkedett a közép- és nyugat-európai nyelvekkel, rengeteg elemet átemelve azoknak szókincséből. Legfontosabb szerepe azonban a latin nyelvnek lett, amely utána évszázadokon át a műveltség nyelveként funkcionált Magyarországon. Ebből az időből kerültek elő az első nyelvemlékek is. Ez nagy jelentőséggel bír a nyelvtörténet kutatásában, hiszen ettől a kortól már nem csak következtetéseket tud levonni a nyelvtudomány, hanem az írásos emlékek is tanulmányozhatók. 

### A középmagyar kor
1526-tól 1772-ig
Ez a korszak a mohácsi vésztől a felvilágosodás kezdetéig tartott. A tragikus kimenetelű csata nagy változásokat hozott a magyarság életében. Az ország három részre szakadt és a népesség jelentős része gyakorlatilag megsemmisült. A háborút át- és betelepülések, valamint betelepítések követték, amelyek hatására a nyelvjárások elkezdtek keveredni, tehát megindult a nyelvi egységesülés folyamata. A magyar nyelvterület különböző részein használt nyelvváltozatok közeledtek egymáshoz, összecsiszolódtak (a később kialakuló új, egységes nyelvváltozatot a szakirodalomban irodalmi nyelvnek, normatív nyelvtípusnak szokás nevezni). Ezt a nyelvi egységesülést elősegítették a kívülről jövő, Magyarországot érintő szellemi áramlatok, mint a humanizmus és a reformáció. A 16. század során egymás után keletkeztek a bibliafordítások (Komjáti Benedek: Szent Pál levelei 1533, Pesti Gábor: Új Testamentum 1536, Sylvester János: Új Testamentum 1541, Heltai Gáspár befejezetlen bibliakiadása 1551–56, Károlyi Gáspár teljes bibliafordítása a Vizsolyi Biblia 1590, Káldi György katolikus bibliafordítása 1626) és egyre inkább elterjedt az anyanyelv írásos használata. A könyvnyomtatás megjelenése és elterjedése szintén komoly változást eredményező technikai újítás volt, valamint megjelentek az első nyelvtanok, amelyek természetesen nem a mai értelemben vett grammatikák voltak, de kirajzolódik belőlük az igény egy egységes nyelvi norma megteremtésére. Erre a korszakra erős német hatás volt jellemző.

### Az újmagyar kor
1772-től 1920-ig
A magyarországi felvilágosodás kezdetétől a trianoni békediktátum megkötéséig tartott. A középmagyar kortól kezdődően egészen a napjainkban is tartó újabb magyar korig a korszakok felosztása sokáig vita tárgyát képezte, mivel a nyelvi változások nem különíthetőek el egymástól egykönnyen, a középmagyar korban megkezdődött folyamatok fokozatosan mentek és mennek végbe. A nyelvi egységesülés egyre inkább érvényesült, amely ahhoz vezetett, hogy a magyar írott nyelv hivatalos államnyelvvé vált 1844-ben. Budapest nagyvárossá nőtte ki magát, így a beszélt köznyelv szerepe is előtérbe került. Az iskolázottság kötelezővé válásával elterjedt és egyre általánosabbá vált az írni-olvasni tudás. A korszak fontos sarokpontja volt a nyelvújítás, mely tágabban értelmezve 1772-től az 1840-es évekig tartott és nagyban elősegítette a sztenderdizációt, tehát nem csak egyszerű nyelvbővítés volt, hanem meghatározta a központi szerepű, presztízsértékű nyelvváltozatot is. 

### Az újabb magyar kor
1920-tól napjainkig
Ez a korszak a trianoni békediktátum megkötésével vette kezdetét és egészen napjainkig tart. Az 1920-ban megkötött béke a magyar nyelvközösséget eddig soha nem tapasztalt módon szakította szét. Számtalan magyar került a határokon kívülre egy másik állam fennhatósága alá, és ennek következtében egy másik nyelv használata is szükségessé vált a boldoguláshoz. A kisebbségbe kerülő magyarság nyelvhasználatában a kényszerű kétnyelvűség következtében megindult a nyelvi különfejlődés. A 20. század során végbemenő nagymértékű modernizálódás és tudományos-technikai fejlődés is nagy hatást gyakorolt a nyelvre. Az informatikai eszközök használata, a telefon, televízió és az internet élet- és szemléletmód megváltozásához vezetett. Megindult az urbanizálódás, a globalizáció. Az angol, mint világnyelv egyre nagyobb teret hódított meg és ez a nyelvhasználatban is érzékelhető volt. A felgyorsult életmód a szókészlet változását, a beszéd felgyorsulását eredményezte. A nyelvjárások szerepe nagymértékben csökkent és mind a mai napig folyamatos ez a tendencia. Megnő az "írott beszéltnyelviség" szerepe. Ezek a változások napjainkban is folynak, és bár sok közülük a jelen szinkróniájában is érzékelhető, átlátásuk és a következő nyelvtörténeti korszak behatárolása csupán hosszú évek távlatából lesz majd tetten érhető. A korszakok vizsgálatakor megfigyelhető, hogy az idő előrehaladtával egyre rövidebb időintervallumot ölelnek fel, ez pedig az egyre gyorsuló változásoknak tudható be, a jövőben pedig elképzelhető, hogy szükség lesz az újabb korszakok határainak újragondolására.

### Újabb korszakolási javaslat
Az ősmagyar és az ómagyar kor esetében is látható, hogy bevett szokás a korszakokat belső határokra bontani. Kiss Jenő javaslata (amelyet a Magyar Nyelv folyóiratban részletesen ki is fejt) viszont az, hogy az újmagyar kort a korábbiaktól eltérően újmagyarra és újabb magyarra bontsa a nyelvtudomány, az addigi gyakorlattól eltérően, amely egyetlen korszakként kezelte, benne korai és kései újmagyar korral.